# Colineteilanden
De Colineteilanden zijn een eilandengroep in de Canadese provincie Newfoundland en Labrador. De archipel ligt centraal in St. Mary's Bay, een grote baai aan de zuidkust van Newfoundland. 
De eilandengroep telt twee eilanden: Great Colinet Island, dat bij verre het grootste is; en het kleinere Little Colinet Island.

## Geografie
De Colineteilanden liggen centraal in de voorts eilandarme St. Mary's Bay, een grote baai aan de zuidkust van Avalon; het zuidoostelijke schiereiland van Newfoundland. Great Colinet Island (11,5 km²) is het zuidelijke van de twee eilanden en ligt ook het dichtst bij de kust. Het op het "vasteland" gelegen Admirals Beach ligt slechts 1,5 km ten oosten van het eiland. Iets minder dan 3 km ten noorden van Great Colinet Island ligt zijn kleinere metgezel Little Colinet Island (1,9 km²).

## Hervestiging van de inwoners
Op Great Colinet Island bevonden zich twee kleine vissersdorpen: Mosquito en Reginaville. In de jaren 1950 hadden beide outports een school, een kerk en een visverwerkingsbedrijfje. De vermindering van de visbestanden, de blijvende isolering van de buitenwereld en de aangeboden overheidssteun overtuigden de 51 families op het eiland – goed voor 264 inwoners – om in de jaren 1960 te verhuizen. De meesten onder hen vestigden zich in het vlakbij gelegen Admirals Beach. Sindsdien zijn de Colineteilanden in hun geheel onbewoond.